# Alejandro Godoy
Juan Alejandro Godoy Villar (Montevideo, 2 de diciembre de 1947) es un coreógrafo y maestro de ballet uruguayo. Referente del ballet uruguayo y de una dilatada trayectoria internacional, ocupó el cargo de director artístico del Ballet Nacional SODRE en 2009 y fue director de la Escuela Nacional de Danza de Uruguay del 2010 a 2012.

## Ámbito artístico
Realizó sus estudios en la Escuela de Danza de la Universidad de Chile con el maestro Eugene Valukin (maestro del Teatro Bolshoi), quien dejó en él una notable base clásica y metodológica, que lo llevaría a destacarse como bailarín y maestro de ballet.
Al egresar en 1972, es contratado como solista por el Ballet Nacional de Chile donde trabajó bajo la dirección de Patricio Bunster, Joan Turner y Ernest Uthoff, quienes le confiaron roles de importancia como El Abanderado en "La Mesa Verde", y El Conquistador en "Calaucán", actuando también en Carmina Burana, Mocedades y otras obras.
En 1973 es seleccionado como Partenaire de Rosario Hormaeche. Ese año también es invitado por el director del Ballet municipal de Santiago de Chile, Aleksandr Prokófiev (Bolshói), para actuar como primer bailarín en Cascanueces.
En 1974 ingresa por concurso al Ballet Nacional Sodre, trabajando con los Maestros Jurek Shabelewski, Amalia Lozano, Tamara Grigorieva, Esmeralda Agoglia, Nelly Casella, Eduardo Ramírez, Edgardo Hartley, Alberto Alonso, Iván Tenorio y Gigi Caciuleanau.
En 1979 es contratado por el Ballet de Bellas Artes de México. Actúa como Primer Bailarín bajo la dirección de Joaquín Banegas (Ballet de Cuba), Piotr Abachev (Rusia) y Ann Marie Valaire (American Ballet Theatre) interpretando roles protagónicos en El Lago de los Cisnes, Silfides, La Bella Durmiente del Bosque (ballet), Coppelia y Orfeo.
Desde 1980 ocupa el cargo de Primer Bailarín del Ballet Nacional Sodre, cargo al que accedió por concurso de oposición y méritos.
En 1983 participa en el Concurso Internacional de Ballet de Río de Janeiro, obteniendo el segundo premio en la categoría Pas de deux y gana el trofeo al Mejor Partenaire del evento. En 1984 es contratado por la Maestra Eugenia Feodorova para actuar como primera figura en la temporada realizada en Río de Janeiro.
Ha sido invitado representando a Uruguay en Bolivia, Argentina, Brasil y Paraguay. En 1985 baila en Buenos Aires el rol de Jasón en Medea, junto a Maximiliano Guerra y Alicia Quadri, primeras figuras del ballet argentino.

## Repertorio
Las siguientes son algunas sus interpretaciones más destacado como bailarín:
- Príncipe Sigfrido en "El Lago de los Cisnes"
- Albretch en "Giselle"
- Basilio en "Don Quijote"
- Espartaco en "Espartaco"
- Iván en "El Pájaro de Fuego"
- Paolo en "Francesca da Rimini"
- Armén en "Gayaneh"
- Barón en "Alegría Parisien"
- Colás en "La Fille Mal Gardée"
- El Torero en "Carmen"
- El Príncipe en "La Bella Durmiente"

## Coreógrafo
Como coreógrafo cabe destacar sus trabajos realizados con el Maestro Vilen Galstyan, quien le confió la reposición y tutela de sus montajes.
Ha montado la obra "Don Quijote" en versión integral en el Palacio Peñarol, fragmentos de Espartaco, Aguas Primaverales y Gayaneh en versión completa. Ha creado el Ballet "Poliorama" con excelentes menciones por parte de la crítica especializada. En 2005 monta en el Teatro Solís el espectáculo coreográfico "100 Rurales" celebrando el centenario de la Rural del Prado, evento anual de larga tradición en el Prado de Montevideo.
En noviembre de 2009 presentó su coreografía de "El Amor Brujo" junto a la Orquesta Sinfónica del SODRE, con el bailarín argentino Alejandro Parente y la cantaora española Marina Heredia como artistas invitados, espectáculo con el cual debutó el Ballet Nacional SODRE en el flamante y en ese entonces recientemente reconstruido Auditorio Nacional Adela Reta.
En el año 2011 fue invitado como maestro y coreógrafo por el Ballet Oficial de la provincia de Córdoba, Argentina, en la cual estrenó en junio su versión propia del ballet Espartaco.

## Maestro de ballet
Godoy completa su actividad dirigiendo su escuela privada, que lleva su nombre, la cual es considerada una de las escuelas de ballet más prestigiosas de Uruguay y de la cual egresaron alumnos que ingresaron al Ballet Nacional SODRE con el más alto puntaje, siendo además destacado con el Trofeo Tamara Grigorieva al mejor maestro preparador (Brasil 1992).
En 2009 fue nombrado Director Artístico del Ballet Nacional SODRE e incorporado como profesor de repertorio de varones en la Escuela Nacional de Danza (escuela de danzas pública estatal de Uruguay abocada a la formación de bailarines profesionales, perteneciente al SODRE). A partir del año 2010 fue nombrado director de dicha institución, cargo que ocupó hasta el 2012.